# 74-й отдельный полк связи (Беларусь)
74-й Берлинский Краснознамённый, ордена Александра Невского отдельный полк связи — подразделение вооружённых сил Беларуси. Место дислокации — город Гродно.

## История
8 августа 1942 года началось формирование 6-го отдельного линейного батальона связи 28-й армии. Личный состав батальона участвовал в освобождении Ростова-на-Дону, Мариуполя и Мелитополя. Весной 1944 года часть приняла участие в форсировании реки Днепр, в боях по освобождению городов Херсон и Николаев. С июня по сентябрь 1944 года — в составе 1-го Белорусского фронта. Воинский коллектив форсировал Щару, освобождал Слоним, Лунинец, Брест и территорию Польши к юго-востоку от Варшавы.
За образцового выполнение боевых заданий в ходе форсирования реки Щары и боёв за овладение городом Слонимом батальон был награждён орденом Красного Знамени. С октября 1944 по апрель 1945 года в составе 3-го Белорусского фронта часть участвовала в прорыве обороны немцев в Восточной Пруссии. За мужество и доблесть, проявленные при разгроме немецких войск в районе Кёнигсберга, батальон награждён орденом Александра Невского. Воинская часть участвовала в боях по окружении и ликвидации группы немецких войск к юго-востоку от Берлина и штурме немецкой столицы. 2 мая 1945 года батальону присвоена почётного наименование «Берлинский».
В марте 1946 года года он был перадислоцирован в Гродно. В 1947 года на основании директивы начальника Генерального штаба Вооружённых Сил СССР часть была пераформирована в 74-й Берлинский Краснознамённый, ордена Александра Невского отдельный полк связи.
С 1992 год года 74-й отдельный полк связи в составе Вооружённых Сил Республики Беларусь.